# Canton de Labruguière
Le canton de Labruguière est un ancien canton français situé dans le département du Tarn et la région Midi-Pyrénées.

## Géographie
Ce canton était organisé autour de Labruguière dans l'arrondissement de Castres. Son altitude variait de 167 m (Viviers-lès-Montagnes) à 1 027 m (Labruguière) pour une altitude moyenne de 205 m.

## Communes
Le canton de Labruguière comprenait 7 communes et comptait 12 826 habitants (population municipale) au 1er janvier 2010.
| Nom                          | Code Insee | Intercommunalité        | Superficie (km2) | Population (dernière pop. légale) | Densité (hab./km2) |
| ---------------------------- | ---------- | ----------------------- | ---------------- | --------------------------------- | ------------------ |
| Labruguière (chef-lieu)      | 81120      | CA de Castres-Mazamet   | 60,73            | 6 478 (2014)                      | 107                |
| Escoussens                   | 81084      | CC du Sor et de l'Agout | 23,62            | 625 (2014)                        | 26                 |
| Lagarrigue                   | 81130      | CA de Castres-Mazamet   | 4,86             | 1 802 (2014)                      | 371                |
| Noailhac                     | 81196      | CA de Castres-Mazamet   | 20,77            | 869 (2014)                        | 42                 |
| Saint-Affrique-les-Montagnes | 81235      | CC du Sor et de l'Agout | 7,86             | 788 (2014)                        | 100                |
| Valdurenque                  | 81307      | CA de Castres-Mazamet   | 5,99             | 813 (2014)                        | 136                |
| Viviers-lès-Montagnes        | 81325      | CC du Sor et de l'Agout | 17,91            | 1 927 (2014)                      | 108                |

## Représentation

### Conseillers généraux de 1833 à 2015
| Période                                  | Période           | Identité                | Étiquette        | Qualité |
| ---------------------------------------- | ----------------- | ----------------------- | ---------------- | --- |
| 1833                                     | 1838 (démission)  | Jean Fabre-Lavernière   |                  | Maire de Labruguière                                                                                            |
| 1838                                     | 1848              | Pierre Lades            |                  | Médecin, juge de paix à Escoussens                                                                              |
| 1848                                     | 1861              | Louis Fabre-Saint-Félix |                  | Propriétaire à Labruguière                                                                                      |
| 1861                                     | 1870              | Alphonse Fabre          | Droite           | Propriétaire - Maire de Labruguière (1871-1879)                                                                 |
| 1870                                     | 1871              | Henri-Augustin Pinel    |                  | Notaire et propriétaire, maire de Labruguière (1870-1871)                                                       |
| 1871                                     | 1880              | Alphonse Fabre          | Droite           | Propriétaire - Maire de Labruguière (1871-1879)                                                                 |
| 1880                                     | 1886              | Camille Dousset         | Républicain      | Notaire à Labruguière                                                                                           |
| 1886                                     | 1887 (annulation) | Victor Fabre            | Droite           | Propriétaire à Castres Maire de Labruguière (1884-1885)                                                         |
| 1887                                     | 1888 (décès)      | Camille Dousset         | Républicain      | Notaire à Labruguière                                                                                           |
| 1888                                     | 1892              | Victor Fabre            | Droite           | Propriétaire à Castres Maire de Labruguière (1884-1885)                                                         |
| 1892                                     | 1898 (décès)      | André Guillemet         | Républicain      | Manufacturier - Maire de Labruguière (1889-1894)                                                                |
| 1898                                     | 1904              | Charles Berry           | Républicain      | Propriétaire à la Sabartarié, à Viviers-les-Montagnes Maire de Saint-Affrique                                   |
| 1904                                     | 1926 (décès)      | Henry Simon             | Rad.             | Industriel Député (1910-1926) Ministre (1917-1920) Président du Conseil Général (1922-1926)                     |
| 1927                                     | 1928              | Numa Andrieu            | Rad.             | Industriel à Mazamet Maire de Labruguière                                                                       |
| 1928                                     | 1940              | Emile Reberga           | Rad.             | Industriel à Mazamet Maire de Labruguière (1929-1935)                                                           |
|                                          |                   |                         |                  | |
| 1942                                     | 1945              | Joseph Cabayé           |                  | Vétérinaire à Castres Conseiller municipal de Labruguière Nommé conseiller départemental en 1942                |
|                                          |                   |                         |                  | |
| 1945                                     | 1967              | Claude Simon            | DVD-RPF puis DVD | Industriel, maire de Labruguière (1953-1977)                                                                    |
| 1967                                     | 1979              | Maurice Cabanac         | UDR puis DVD     | Négociant en grains, conseiller municipal de Labruguière                                                        |
| 1979                                     | 1998              | Jacqueline Alquier      | PS               | Secrétaire comptable Députée (1985-1986 et 1988-1993) Maire de Labruguière (1989-1995) Sénatrice de 2004 à 2014 |
| 1998                                     | 2004              | Michel Ser              | PS               | Médecin, maire de Labruguière (1977-1989)                                                                       |
| 2004                                     | 2015              | Michel Benoit           | DVG puis PS      | Professeur des écoles Maire de Lagarrigue (1993-2014) Elu en 2015 dans le Canton de la Montagne noire           |
| Les données manquantes sont à compléter. |                   |                         |                  | |

### Conseillers d'arrondissement (de 1833 à 1940)
| Période                                  | Période | Identité            | Étiquette   | Qualité |
| ---------------------------------------- | ------- | ------------------- | ----------- | --- |
| 1833                                     | 1839    | M. Fabre            |             | Juge de paix à Mazamet                                                                                      |
| 1839                                     | 1848    | Florentin Peyrusset |             | Maire de Labruguière (1840-1848)                                                                            |
| 1848                                     |         | Philippe Azaïs      |             | Maire de Labruguière (1848)                                                                                 |
|                                          |         |                     |             | |
| 1895                                     | 1898    | Paulin Couzinié     | Droite      | Propriétaire du château du Gasc, maire de Labruguière (1894-1896)                                           |
| 1898                                     | 1901    | Paul Guillemet      | Républicain | |
| 1901                                     | 1907    | Paulin Couzinié     | Droite      | Propriétaire du château du Gasc, ancien maire de Labruguière (1894-1896)                                    |
| 1907                                     |         | Paul Guillemet      | Républicain | |
|                                          |         |                     |             | |
| 1919                                     | 1927    | Raoul Batut         | Radical     | Ingénieur agronome, Labruguière                                                                             |
| 1927                                     | 1931    | Henri Auriol        | Radical     | Maire de Labruguière (1928-1929)                                                                            |
| 1931                                     |         | Norbert Brus        | Droite      | |
|                                          | 1940    | Jacques Simon       | USR         | |
| 1940                                     |         |                     |             | Les conseils d'arrondissement ont été suspendus par la loi du 12 octobre 1940 et n'ont jamais été réactivés |
| Les données manquantes sont à compléter. |         |                     |             | |

## Démographie
| 1962  | 1968  | 1975  | 1982   | 1990   | 1999   | 2006   | 2010   | - |
| ----- | ----- | ----- | ------ | ------ | ------ | ------ | ------ | - |
| 7 887 | 8 680 | 9 124 | 10 274 | 10 783 | 11 300 | 11 997 | 12 826 | - |